# Akira Watanabe (giocatore di shogi)
Akira Watanabe (Tokyo, 23 aprile 1984) è uno sportivo giapponese, giocatore professionista di shōgi.
Akira Watanabe è il detentore attuale e per sette volte consecutive del titolo Ryu-O. Si è per tale motivo aggiudicato il titolo onorario di Ryu-O a vita. È stato allievo di Kazuharu Shoshi.

## Carriera
- 1994: 6-kyu, fa ingresso nella shoureikai (la scuola di shōgi per professionisti)
- 2000: 4-dan, diventa professionista
- 2003: 5-dan (per la promozione nella classe C1 della Ranking League)
- 2004: 6-dan, per essersi qualificato sfidante per il titolo di Ryu-O
- 2005: 7-dan, per essersi aggiudicato il titolo di Ryu-O
- 2005: 8-dan
- 2005: 9-dan (il più giovane della storia)

## Sfidanti per il titolo di Ryu-O
Watanabe è estremamente affezionato al titolo di Ryu-O (Re Drago), che viene assegnato in una finale al meglio delle 7 partite, e che si è aggiudicato con i seguenti punteggi:
- 2004: Toshiyuki Moriuchi 4-3
- 2005: Kazuki Kimura 4-0
- 2006: Yasumitsu Sato 4-3
- 2007: Yasumitsu Sato 4-2
- 2008: Yoshiharu Habu 4-3
- 2009: Toshiyuki Moriuchi 4-0
- 2010: Yoshiharu Habu 4-2

## Il match del 2008
Particolarmente importante e combattuta è stata la finale del 2008, quando Watanabe si trovò di fronte come sfidante il Meijin e plurititolato Yoshiharu Habu. Secondo regolamento del professionismo giapponese, chi si aggiudica per 7 volte o per 5 volte consecutive il Ryu-O viene fregiato del titolo di Eisei Ryu-O (Ryu-O a vita).
Fattosta che in occasione di quell'incontro i giocatori fossero entrambi a un passo dallo storico traguardo di vincere questo primo storico titolo eterno: Habu perché l'aveva già vinto 6 volte, e Watanabe perché ne aveva vinti 4 di fila.
La prima partita si disputò a Parigi, con il Sente a Watanabe. Watanabe giocò in modo energico, ma non a sufficienza dato che Habu demolì il suo castello Anaguma e vinse la partita. Nel secondo incontro, Watanabe giocò troppo ottimisticamente con il bianco e finì per perdere ancora. Nella terza sfida, Watanabe non ebbe mai realmente modo di vincere e gettò alle ortiche la partita commettendo due errori in difesa. In una situazione di 3-0, Habu aveva il match point in mano.
Messo alle strette, nel quarto e già decisivo incontro, Watanabe affrontò il suo sfidante con più aggressività e riuscì a sconfiggerlo, dando inizio a un'incredibile rimonta: nella quinta partita si scagliò contro il re avversario e vinse, nella sesta adottò un impianto di apertura ad attacco veloce e vinse ancora, e nella decisiva e settima partita fece l'impresa ribaltando il risultato del match che si aggiudicò per 4-3, conquistando il titolo di Eisei Ryu-O e realizzando un altro record: per la prima volta nella storia dello shōgi era stato rimontato uno svantaggio di 0-3.

## Titoli e tornei
| Titolo | Anni            | Numero di titoli |
| ------ | --------------- | ---------------- |
| Ryu-ou | 2004-2012, 2015 | 10               |
| Odza   | 2011            | 1                |
| Oshou  | 2012-2013       | 2                |
| Ki-ou  | 2013-2015       | 3                |